# Iris (thần thoại)

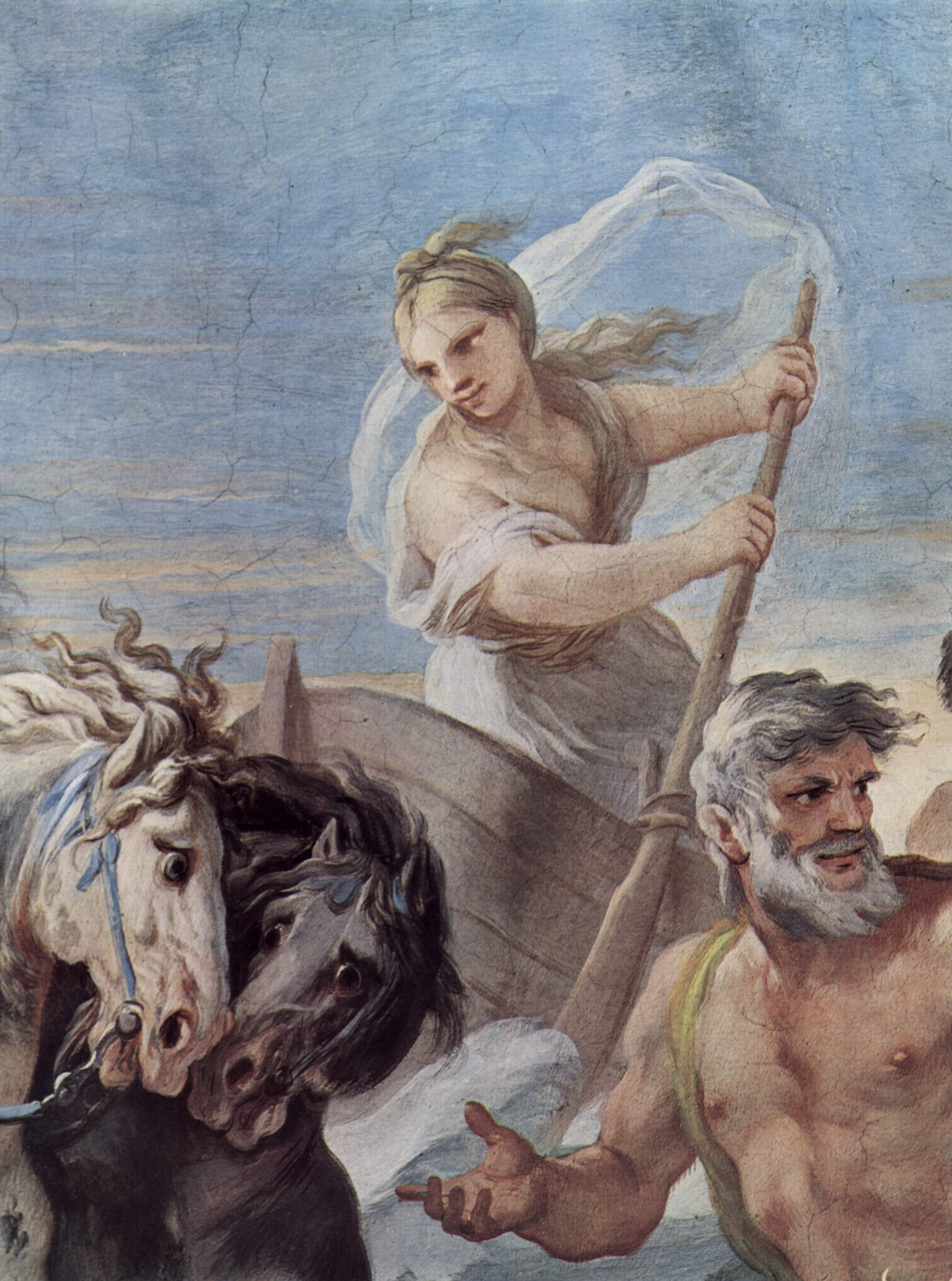
Iris, by Luca Giordano

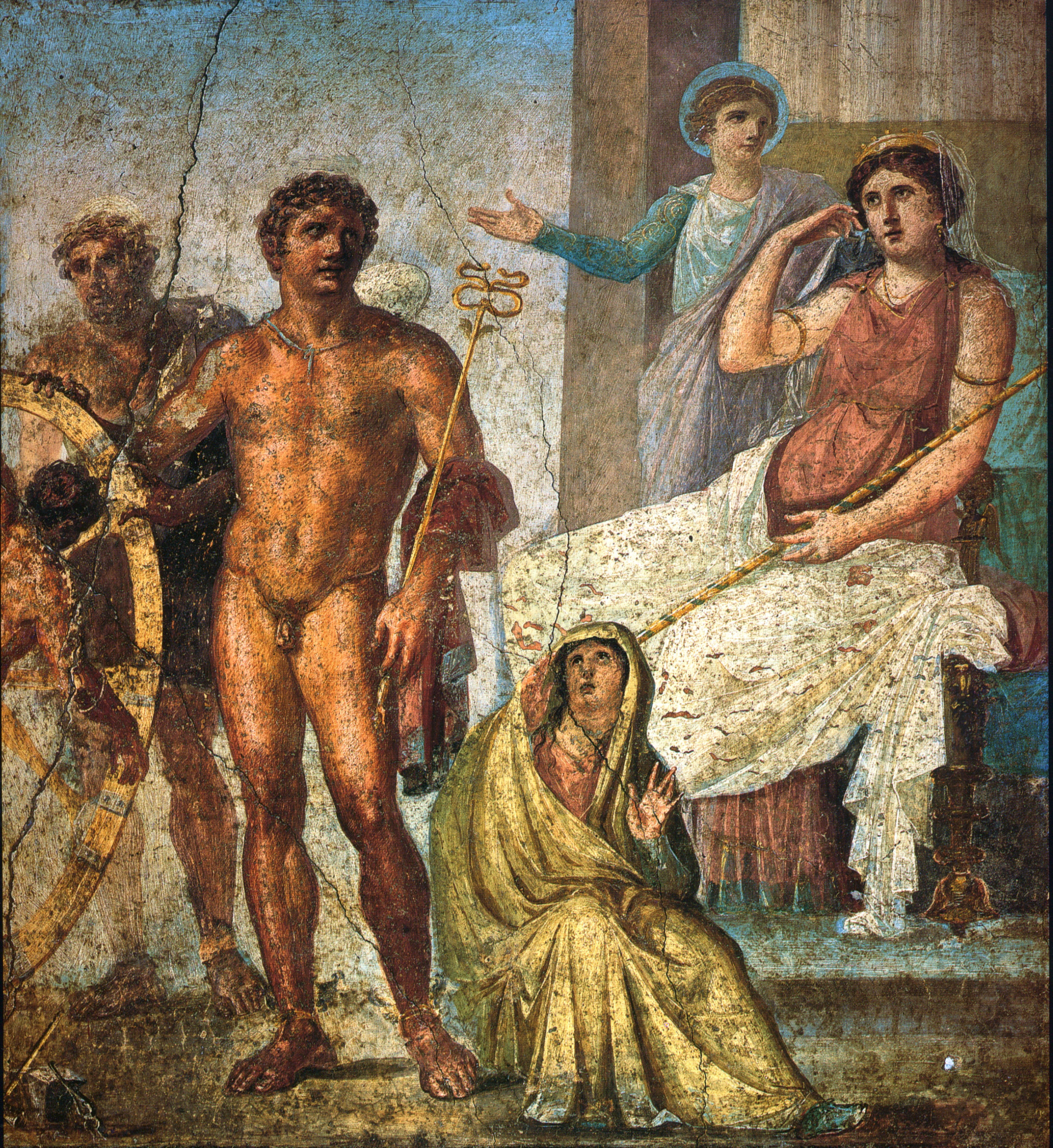
Iris đứng sau Juno (ngồi bên phải) trong một fresco Pompeii.

Trong thần thoại Hy Lạp, Iris là nữ thần của cầu vồng, cũng là người đưa tin cho các vị thần Olympus cùng với Hermes.
Cô cũng được biết đến như một trong những nữ thần của biển và bầu trời. Iris liên kết các vị thần với nhân loại. Cô đi cùng với tốc độ gió từ tận cùng của thế giới đến nơi khác, và vào sâu thẳm của biển và thế giới bên dưới.